# 왈리 (오딘의 아들)

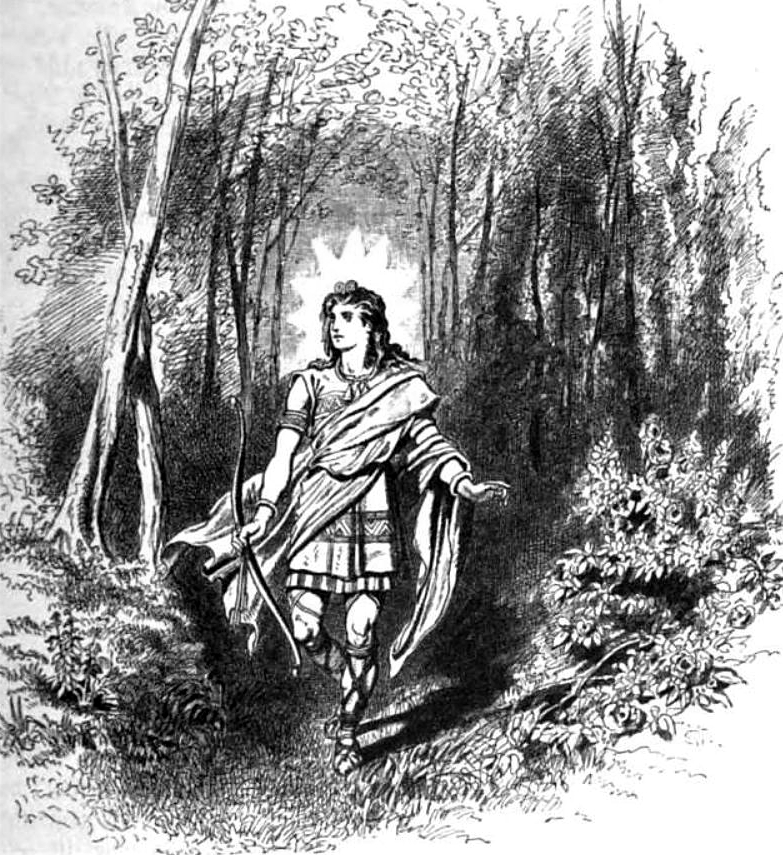

왈리(고대 노르드어: Váli, 아이슬란드어: Váli 바울리, 노르웨이어: Våle 볼레[*], 덴마크어: Vale 발레[*], 스웨덴어: Vale 발레[*])는 노르드 신화에서 오딘과 린드 사이의 아들이다.
로키와 시귄 사이의 아들 발리(Váli)도 있는데, 이는 초기엔 동일한 존재였을 것으로 추측된다.